# Урош Мартиновић
Урош Мартиновић (Цетиње, 1918 — Београд, 2004) био је српски и југословенски архитекта.

## Биографија
Aрхитекта Мартиновић завршио је Архитектонски факултет у Београду 1951. године, где је, по дипломирању, градио универзитетску и професорску каријеру. Поред педагошког рада, бавио се историјом и теоријом архитектуре, а посебно урбанистичким и архитектонским пројектовањем.
Имао је ривалитет у професији и на факултету са Богданом Богдановићем; заступали су дијаметрално супротне ставове о архитектури.

## Изведени објекти
Најзначајнији објекти архитекте Мартиновића су:
- Центар месне заједнице Фонтана у Блоку 1, Нови Београд, 1963-1967.
- Стамбена зграда у Иванковачкој улици бр. 20, Београд, 1966.
- Блок 30, Нови Београд, 1967-1979.
- Централни блок Палилуле са пословном кулом »Инекс«, Београд, 1967-1981.